# Revolução não violenta
Revolução não violenta ou revolução pacífica é uma revolução que utiliza principalmente campanhas de resistência civil, incluindo várias formas de protestos não violentos, para provocar a saída de governos autoritários ou ditatoriais. Enquanto muitas campanhas de resistência civil são destinadas a objetivos muito mais limitados do que uma revolução, geralmente uma revolução não-violenta é caracterizada pela defesa simultânea da democracia, dos direitos humanos e da independência nacional no país em questão. Em alguns casos, uma campanha de resistência civil com um propósito revolucionário pode conseguir a derrota de um regime ditatorial apenas obtendo um grau de apoio das forças armadas ou pelo menos sua neutralidade benevolente.
Uma campanha eficaz de resistência civil, e até mesmo a realização de uma revolução não-violenta, pode ser possível em num caso específico, apesar de o governo controlar a tomada de medidas brutais contra manifestantes; a crença comum de que a maioria das revoluções que aconteceram em regimes ditatoriais foram revoltas sangrentas ou violentas não é corroborada pela análise histórica.
Nos anos 1970 e 1980, intelectuais da União Soviética e de outros estados comunistas, e em alguns outros países, começaram a se concentrar na resistência civil como o meio mais promissor de oposição a regimes autoritários. A utilização de várias formas de troca de informações não oficiais, inclusive por samizdat, expandiu. Duas revoluções importantes durante a década de 1980 influenciaram fortemente os movimentos políticos que se seguiram. A primeira foi a Revolução do Poder Popular de 1986 nas Filipinas a partir da qual o termo 'poder popular' veio a ser amplamente utilizado, especialmente em países hispânicos e asiáticos.  Três anos mais tarde, as Revoluções de 1989 que derrubaram os regimes comunistas no Bloco Oriental reforçariam o conceito (com a notável exceção da notoriamente sangrenta Revolução Romena de 1989), começando com a vitória do Solidariedade nas eleições legislativas polacas daquele ano. As Revoluções de 1989 ofereceriam um padrão para as chamadas revoluções coloridas principalmente nos estados pós-comunistas, que tendiam a usar uma cor ou uma flor como um símbolo, um pouco à maneira da Revolução de Veludo na Checoslováquia.
Em dezembro de 1989, inspirado pelas revoluções anticomunistas na Europa Oriental, a União Democrática da Mongólia organizou protestos populares de rua e greves de fome contra o regime comunista. Em 1990, os dissidentes na República Socialista Soviética do Azerbaijão iniciaram uma resistência civil contra o governo, mas seria inicialmente esmagada pelo Exército Vermelho no massacre de Janeiro Negro.
Revoluções não violentas recentes incluem a Revolução Laranja na Ucrânia, que foi marcada por uma série de atos de desobediência civil, protestos sentados e greves gerais organizadas pelo movimento de oposição.